# 2Pac Live
2Pac Live è il primo album live del rapper statunitense Tupac Shakur, pubblicato il 6 agosto 2004 per la Death Row Records.

## Tracce
1. Live Medley: California Love/So Many Tears – 3:03 (E. Baker, R.W. Hudson, Roger, Tupac Shakur, Larry Troutman, Stevie Wonder)
2. Intro – 0:13
3. Ambitionz Az a Ridah – 2:49 (Delmar "Daz" Arnaud, Shakur)
4. So Many Tears – 1:27 (Shakur, E. Baker, Greg Jacobs, Wonder)
5. Troublesome – 3:04 (Johnny Jackson, Shakur)
6. Hit 'Em Up – 4:16 (J.J. Jackson, Shakur, Bruce Washington)
7. Tattoo Tears – 2:39 (Roy Ayers, R. Brown, Kenn Cox, Shakur)
8. Heartz of Men – 0:06 (D. Blake, George Clinton, W.O. Collins, C. Haskins, Prince, Shakur)
9. All Bout U – 3:42 (Larry Blackmon, N. Hale, J.J. Jackson, Shakur, Bruce Washington)
10. Never Call You ***** Again – 2:25 (Shakur)
11. How Do U Want It – 8:01 (Bruce Fisher, J.J. Jackson, Quincy Jones, Shakur, Leon Ware)
12. 2 of Amerikaz Most Wanted – 6:06 (Delmar "Daz" Arnaud, Calvin Broadus, Shakur)
13. California Love – 5:34 (Joe Cocker, R.W. Hudson, Roger, Larry Troutman)

## Nella cultura di massa
- Ambitionz Az a Ridah fa parte della colonna sonora del videogioco Grand Theft Auto V